# Skrýšov (Ratměřice)
Skrýšov (německy Skrejschow) je vesnice v okrese Benešov, součást obce Ratměřice. Nachází se cca 2 km severně od Ratměřic. Je zde evidováno 19 adres.

## Historie
První písemná zmínka o vsi pochází z roku 1318.